# 立地論
立地論（りっちろん、ドイツ語: Standortstheorie、英語: location theory）は、経済活動の地理的立地に関わる理論であり、経済地理学、地域科学、空間経済学において重要な基礎的部分となっている。 立地論は、どのような経済活動がどこに立地するか、それはなぜなのかを問題とする。立地論は、ミクロ経済学の理論が一般的にそうであるように、個々の経済主体（エージェント）は、自己の利益のために行動するという前提を置いている。したがって、事業所はその利益を最大化するように立地を選択し、個人は効用を最大化するように立地を選択することになる。

## 起源
立地論の先駆として前史的に言及される早い時期の業績（例えば、リチャード・カンティロン、エティエンヌ・ボノ・ドゥ・コンディヤック、デイヴィッド・ヒューム、サー・ジェームズ・ステュアート、デヴィッド・リカードなど）も存在するものの、ヨハン・ハインリヒ・フォン・チューネンの『孤立国』第1巻が1826年に刊行されたときから、立地論は本格的に論じられるようになった。地域科学の創始者ウォルター・アイザードは、フォン・チューネンを「立地論の父」と呼んでいる。『孤立国』においてフォン・チューネンは、輸送費がリカルドの言う経済的地代（economic rent）を消費することを指摘している。フォン・チューネンは、輸送費や経済的地代は財によって異なるため、市場からの距離に応じて、土地利用や利用強度は異なったものとなると論じた。しかし、フォン・チューネンは、孤立国、ないし、独立したひとつの都市を想定した、過剰に単純化された議論だ、という批判が大方の反応であった。
スウェーデンのトルド・パランダー(Tord Palander)は、1935年の著作『立地論研究 (Beiträge zur Standortstheorie)』で、競争する2つの企業による市場の地域的分割を論じた。
立地論は、フォン・チューネンの時代から、今日、中心地理論として理解されている内容の大部分を構築したヴァルター・クリスタラーの1933年の著作『都市の立地と発展 (Die Zentralen Orte in Sűddeutschland)』まで、もっぱらドイツの研究者が担い手となっていた。とりわけ重要な貢献を残したのは、『工業立地論 (Über den Standort der Industrien)』を1909年に著したアルフレート・ヴェーバーであった。ピエール・ヴァリニョンのアイデアを取り入れた物理的なフレーム(Varignon frame)に似たモデルを応用し、ヴェーバーは、原料と完成した製品それぞれの輸送運賃や製造施設から、工場の最適立地を求めるアルゴリズムを導いた。ヴェーバーはまた、労働の要素によって生じる偏向や、集積がもたらす偏向（集積を促す力も逆の力もある）についても考察した。さらにヴェーバーは、生産単位のグルーピングも論じており、アウグスト・レッシュ(August Lösch)の市場地域論を予見させるものとなっている。
ヴェーバーの業績とされているものの多くは、ヴェーバーの業績以前にヴィルヘルム・ラウンハルト(Wilhelm Launhardt)が構想していた。しかも、ラウンハルトの分析内容は、ヴェーバー以上に驚くほどモダンであった。しかし、ラウンハルトは彼の時代よりもあまりに先へ進みすぎており、同時代の人々の多くはそれを理解できなかった。ヴェーバーがラウンハルトの業績に接していたかどうかは、明らかになっていない。ヴェーバーが明らかに影響を受けていたのは、ヴィルヘルム・ロッシャーやアルベルト・シェフレなどであるが、彼らはラウンハルトを読んでいた可能性が高い。いずれにせよ、立地論の思想が盛んに展開されるようになるのは、ヴェーバーの著書が出版されて以降のことであった。

## 立地論の例

### 農業立地論（チューネン）
ヨハン・ハインリヒ・フォン・チューネンは都市からの距離のみを考慮して農業様式の立地を考察した。大都市（市場）から近い順に自由式農業・林業・輪栽式農業・穀倉式農業・三圃式農業・牧畜が同心円状に広がっている。都市からの距離が増大するほど輸送費が上昇するため、大都市周辺の地価が上昇し、大都市周辺の土地利用が変化することを明らかにした。

### 工業立地論（ヴェーバー）

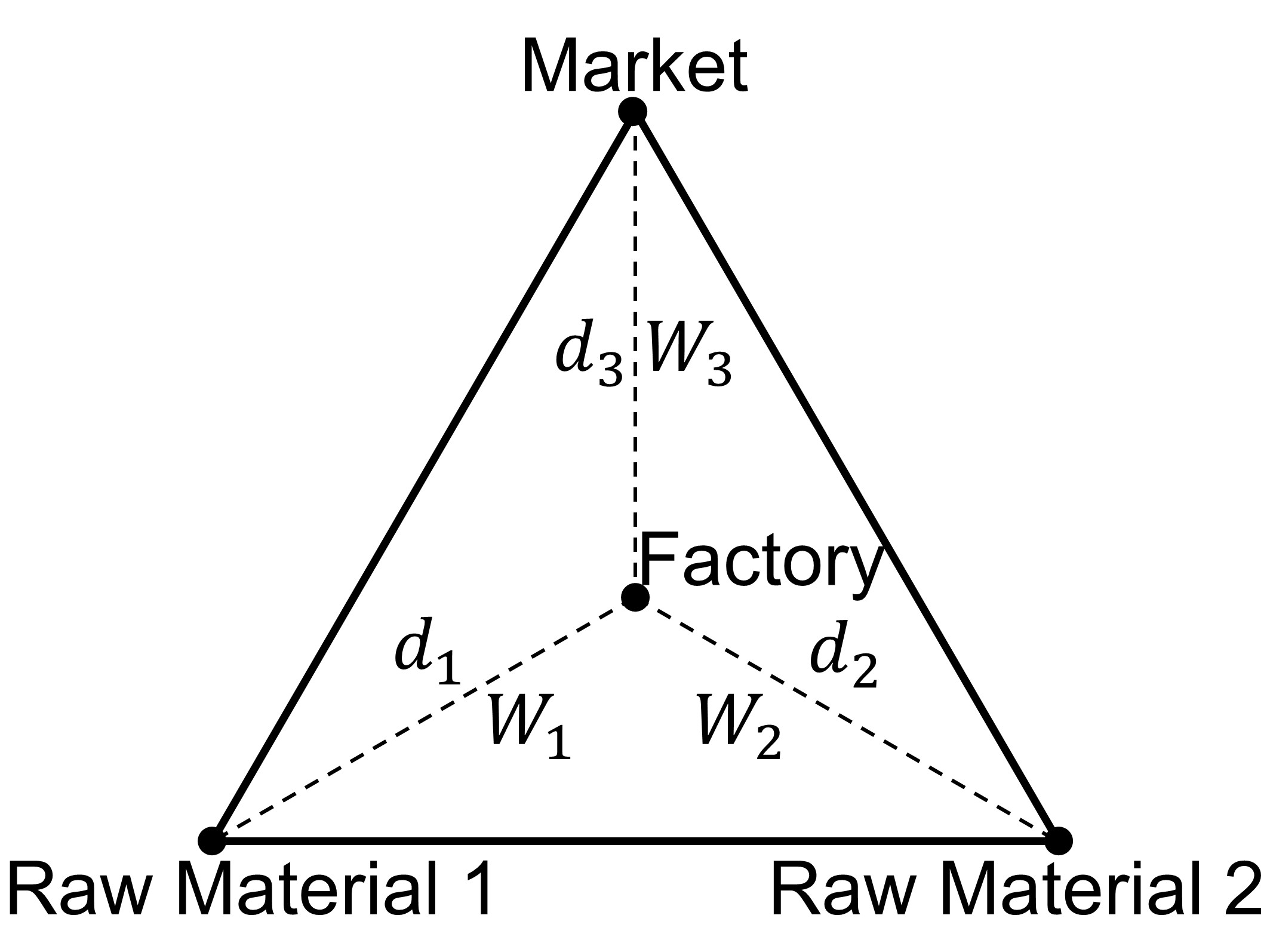
輸送費最小化モデルの立地三角形

アルフレート・ヴェーバーは、一定の商品価格のもと輸送費や人件費などを最小化できる地点を判定するモデルを作成し、輸送費、人件費、集積要因の3因子を用いて工場立地の分析を行った。これにより、総輸送費が最小化するように工業が立地すること、安価な労働力の存在や工場の集積により工業立地が修正され得ることが提示された。

## 他分野での使用
立地論は、経済学以外の分野でも使用されており、例えば保全生態学においては、過去の研究例の対象地域を踏まえて、研究に適した新たな対象地域を探る手法として用いられている。